# Агата Кристи
Дейм Агата Мери Клариса Кристи (на английски: Dame Agatha Mary Clarissa Christie), родена като Агата Мери Клариса Милър, е английска писателка.
Авторка е на 14 сборника с  разкази, 17 пиеси, 66 детективски романа, множество повести и драми с криминален сюжет, включително 6 романтични новели, написани под псевдонима Мери Уестмакот (Mary Westmacott).
Следвайки традициите на Едгар Алан По, Артър Конан Дойл и Гилбърт Честъртън, тя създава много произведения, в които основни герои са старата дама госпожица Марпъл, комисарят Батъл, полковник Рейс, Паркър Пайн, Томи и Тапънс, но най-популярен остава детективът белгиец Еркюл Поаро.
През 1971 г. получава титлата дейм и орден на Британската империя за приноса ѝ към литературата.
Родена в богато семейство от висшето общество. Първоначално има шест последователни отхвърляния на ръкопис, но нещата се променят, когато пише „Аферата в Стайлс“, публикувана през 1920 г. и въвежда Еркюл Поаро. По време на Втората световна война работи като асистент по фармация в Университетската болница в Лондон, където придобива добри познания за отровите, съдържащи се в много от нейните романи.
Световните рекорди на Гинес описват Агата Кристи като най-продавания автор на всички времена. Нейните романи са продадени в около 2 милиарда екземпляра, а нейните творби са на трето място в класацията на най-широко публикуваните книги в света, след творбите на Шекспир и Библията. Тя остава най-превежданият индивидуален автор, преведен на поне 103 езика. „Десет малки негърчета“ – това е най-продаваният роман на Кристи със 100 милиона продажби, което го прави най-продаваната мистерия в света и една от най-продаваните книги на всички времена.
Повечето от нейните книги и разкази са адаптирани за телевизия, радио, видео игри и комикси, а повече от тридесет игрални филма са базирани на нейното творчество.

## Биография
Агата Кристи е родена на 15 септември 1890 г. в богато семейство от горната средна класа в Торки, Девън. Баща ѝ, Фредерик Алва Милър, е богат американски борсов посредник, а майка ѝ, Клара Милър е родена в Белфаст през 1854 г. Агата Кристи е най-малкото от три деца. Тя описва детството си като много щастливо, заобиколена от силни и независими жени – баба, леля, майка. Отгледана е в домакинство с различни езотерични убеждения и като нейните братя и сестри вярва, че майка ѝ Клара е ясновидка. Получава домашно образование, научава се да свири на пиано и мандолина. Кристи страни от другите деца, но прекарва много време в четене и с домашните си любимци. Благодарение на собственото си любопитство, тя се научава да чете много рано. Една от най-ранните известни фотографии на Кристи я изобразява като малко момиче с първото ѝ куче, което нарича Джордж Вашингтон. През април 1901 година, на 10-годишна възраст пише първото си стихотворение.
Баща ѝ боледува често и умира през ноември 1901 година. Самата Агата Кристи пише, че нейното детство свършва със смъртта на нейния баща. През 1902 г. я изпращат да учи в училище, но тя не може да се адаптира към порядките и дисциплината. През 1905 г. заминава за Париж.
Учи пеене в Париж, работи като медицинска сестра. Омъжва се за Арчибалд Кристи през 1914 г., който е пилот в Кралския корпус и прекарва цялата Първа световна война във Франция. Там работи в диспансер, откъдето придобива задълбочени познания за отровите и ефекта им върху човешкото тяло. Затова и част от убийствата, описани в романите ѝ, са от отравяне. Първия си криминален роман, „Аферата в Стайлс“, пише през 1917 г. (Издаден е през 1920 г.). В този роман запознава читателите с белгийския детектив Еркюл Поаро, но продажбите на романа са толкова незначителни, че авторката не получава и пени хонорар. Всичко се променя с публикуването на „Убийството на Роджър Акройд“, издаден през 1926 г. Гениалният обрат на сюжета и изненадващата развръзка са същинска революция в улегналия жанр на детективските истории.
Първият ѝ брак, с Арчибалд Кристи, завършва с развод през 1928 г. През 1930 г. се омъжва повторно за археолога Макс Малоуън, с когото остава заедно до смъртта си. По време на втория си брак Агата Кристи често придружава мъжа си на разкопките му в Ирак и Сирия. Местата от Близкия изток се превръщат в основна тема на книгите ѝ от този период. През 1955 г. Кристи става първият автор, получил наградата „Гранд Мастър“, на американските писатели на мистерии. Обявена е за кавалер на Ордена на Британската Империя през 1971 г. Самата тя не харесва адаптациите на романите си за кино и телевизия. Но през 1974 г. лично одобрява екранизацията на „Убийство в Ориент Експрес“, която спечелва на Албърт Фини номинация за наградата „Академи“ за образа на Еркюл Поаро.
Агата Кристи умира на 12 януари 1976 г. като най-известния в света автор на криминални истории.

## Любопитни факти
- Тя фигурира в Книгата за рекорди на Гинес като най-продавания автор на художествена литература на всички времена. Пиесата ѝ „Капан за мишки“, която все още се представя с голям успех в Лондон, е най-дълговечната театрална постановка в света.
- Творбите ѝ са преведени на 103 езика – повече отколкото тези на Шекспир.
- Тя страда от вид нарушение в процеса на писане, наречен дисграфия, заради което почеркът ѝ е нечетлив. В резултат се налага да диктува всичките си романи.
- Книгата ѝ And Then There Were None бива преименувана няколко пъти. Оригиналното заглавие „Десет малки негърчета“ бива заклеймено като дискриминиращо от американската преса през 1970 г. Първата промяна в заглавието е през юли 1972 г., когато книгата бива озаглавена „Десет малки индианчета“, а когато и думата „индианец“ започва да се възприема като политически некоректна, книгата е преиздадена под заглавието „И тогава не остана никой“.
- Един от най-известните си романи „Убийство в Ориент Експрес“ Агата Кристи написва в стая 411 в хотел „Пера Палас“ в Истанбул, Турция. Стаята и хотелът стават известни с тази си слава и до днес са запазени в нейна чест. Същата стая вече не носи номер, а име – „Стаята на Агата Кристи“. Писателката наистина е пропътувала разстоянието Париж – Истанбул с Ориент Експрес, но личните ѝ спомени за това пътуване са отрицателни, оплакала се е от наличие на дървеници в спалното си купе.

## Произведения

### Романи
- 1920 „Аферата в Стайлс“ – The Mysterious Affair at Styles (дебют на Еркюл Поаро)
- 1922 „Тайният противник“ – The Secret Adversary (дебют на Томи и Тапънс)
- 1923 „Убийство на игрището за голф“ – The Murder on the Links
- 1924 „Мъжът с кафявия костюм“ – The Man in the Brown Suit (дебют на полковник Рейс)
- 1925 „Тайната на комините“ – The Secret of Chimneys (дебют на старши инспектор/комисар Батъл)
- 1926 „Алиби“/“Убийството на Роджър Акройд“ – The Murder of Roger Ackroyd
- 1927 „Великата четворка“ – The Big Four
- 1928 „Мистерията в „Синия експрес“ – The Mystery of the Blue Train
- 1929 „Седемте циферблата“ – The Seven Dials Mystery
- 1930 „Убийство в дома на свещеника“ – The Murder at the Vicarage (романен дебют на г-ца Марпъл)
- 1931 „Загадката от Ситафорд“ – The Sittaford Mystery (известен и под заглавието The Murder at Hazelmoor)
- 1932 „Загадката на Енд Хаус“ – Peril at End House
- 1933 „Смъртта на лорд Еджуеър“ – Lord Edgware Dies (известен и под заглавието 13 at Dinner)
- 1934 „Убийство в Ориент Експрес“ – Murder on the Orient Express (известен и под заглавието Murder in the Calais Coach)
- 1934 „Защо не повикаха Евънс?“ – Why Didn't They Ask Evans? (известен и под заглавието The Boomerang Clue)
- 1934 „Трагедия в три действия“ – Three Act Tragedy (известен и под заглавието Murder in Three Acts)
- 1935 „Смърт в облаците“ – Death in the Clouds (известен и под заглавието Death in the Air)
- 1936 „Азбучни убийства“ – The A.B.C. Murders
- 1936 „Убийство в Месопотамия“ – Murder in Mesopotamia
- 1936 „Карти на масата“ – Cards on the Table (романен дебют на Ариадни Оливър)
- 1937 „Безмълвният свидетел“ – Dumb Witness (известен и под заглавието Poirot Loses a Client)
- 1937 „Смърт край Нил“ – Death on the Nile
- 1938 „Среща със смъртта“ – Appointment with Death
- 1938 „Убийство по Коледа“/“Коледата на Поаро“ – Hercule Poirot's Christmas (известен и под заглавието Murder for Christmas)
- 1939 „Да се убива е лесно“ – Murder is Easy (известен и под заглавието Easy to Kill)
- 1939 „Десет малки негърчета“ – And Then There Were None (първоначално известен и под заглавието Ten Little Niggers)
- 1940 „Загърни ме в мрачен покров“/“Тъжният кипарис“ – Sad Cypress
- 1940 „Смъртта на господин Морли“ – One, Two, Buckle My Shoe (известен и под заглавието The Patriotic Murders)
- 1941 „Зло под слънцето“ – Evil Under the Sun
- 1941 „Произшествие в „Сан Суси“/“N или M?“ – N or M?
- 1942 „Трупът в библиотеката“ – The Body in the Library
- 1942 „Пет малки прасенца“ – Five Little Pigs (известен и под заглавието Murder in Retrospect)
- 1942 „Смърт в Лимсток“/“Анонимният подател“ – The Moving Finger
- 1944 „Нула часът – развръзката“ – Towards Zero (последна поява на комисар Батъл)
- 1944 „Накрая идва смъртта“ – Death Comes as the End
- 1945 „Искрящ цианкалий“ – Sparkling Cyanide (известен и под заглавието Remembered Death) (последна поява на полковник Рейс)
- 1946 „Имението Холоу“ – The Hollow
- 1948 „Фатален шанс“ – Taken at the Flood (известен и под заглавието There is a Tide...)
- 1949 „Чудноватият дом“ – Crooked House
- 1950 „Предизвестено убийство“ – A Murder is Announced
- 1951 „Среща в Багдад“ – They Came to Baghdad
- 1952 „Смъртта на госпожа Макгинти“ – Mrs McGinty's Dead
- 1952 „Илюзия с огледала“ – They Do It with Mirrors (известен и под заглавието Murder with Mirrors)
- 1953 „След погребението“ – After the Funeral (известен и под заглавието Funerals Are Fatal)
- 1953 „Джоб, пълен с ръж“ – A Pocket Full of Rye
- 1954 „Направление неизвестно“ – Destination Unknown (известен и под заглавието So Many Steps to Death)
- 1955 „Хикъри Дикъри Док“ – Hickory Dickory Dock (известен и под заглавието Hickory Dickory Death)
- 1956 „Двойно убийство“ – Dead Man's Folly
- 1957 „16:50 от Падингтън“ – 4.50 from Paddington (известен и под заглавието What Mrs. McGillycuddy Saw!)
- 1958 „Изпитание за невинните“ – Ordeal by Innocence
- 1959 „Котка сред гълъбите“ – Cat Among the Pigeons
- 1961 „Сивият кон“ – The Pale Horse
- 1962 „Проклятието на огледалото“ – The Mirror Crack'd from Side to Side (известен и под заглавието The Mirror Crack'd)
- 1963 „Часовниците“ – The Clocks
- 1964 „Карибска мистерия“ – A Caribbean Mystery
- 1965 „В хотел Бъртрам“ – At Bertram's Hotel
- 1966 „Третото момиче“ – Third Girl
- 1967 „Безкрайна нощ“ – Endless Night
- 1968 „Злото е на път“ – By the Pricking of My Thumbs
- 1969 „Празникът на Вси Светии“ – Hallowe'en Party
- 1970 „Пътник за Франкфурт“ – Passenger to Frankfurt
- 1971 „Възмездието“ – Nemesis
- 1972 „Слоновете помнят“ – Elephants Can Remember (последна поява на Ариадни Оливър)
- 1973 „Задната врата на съдбата“ – Postern of Fate (последният роман, написан от Агата Кристи; последна поява на Томи и Тапънс)
- 1975 „Завесата: Последният случай на Поаро“ – Curtain: Poirot's Last Case (написан около 30 години по-рано)
- 1976 „Стаена смърт“ – Sleeping Murder (последният случай с г-ца Марпъл, написан около 30 години по-рано)

### Сборници с разкази
- 1924 „Поаро разследва“ – Poirot Investigates (11 разказа с Еркюл Поаро; 14 в американското издание)
- 1929 „Съдружници срещу престъплението“ – Partners in Crime (14 разказа с Томи и Тапънс)
- 1930 „Загадъчният господин Куин“ – The Mysterious Mr. Quin (12 разказа с Харли Куин)
- 1932 „Клуб вторник вечер“ – The Thirteen Problems (известен и под заглавието The Tuesday Club Murders) (13 разказа с г-ца Марпъл)
- 1933 „Чудовището на смъртта“/“Кучето на ада“ – The Hound of Death (12 разказа; публикуван само във Великобритания)
- 1934 „Загадката на Листърдейл“ – The Listerdale Mystery (12 разказа; публикуван само във Великобритания)
- 1934 „Случаите на Паркър Пайн“ – Parker Pyne Investigates (известен и под заглавието Mr. Parker Pyne, Detective) (12 разказа с Паркър Пайн)
- 1937 „Невероятната кражба и други истории“ – Murder in the Mews (известен и под заглавието Dead Man's Mirror) (4 повести с Еркюл Поаро)
- 1939 „Мистерия с диамант и други разкази“ – The Regatta Mystery and Other Stories (9 разказа; публикуван само в САЩ)
- 1947 „Подвизите на Еркюл“ – The Labours of Hercules (12 разказа с Еркюл Поаро)
- 1948 „Свидетел на обвинението и други разкази“ – The Witness for the Prosecution and Other Stories (11 разказа; публикуван само в САЩ)
- 1950 „Три слепи мишлета и други разкази“ – Three Blind Mice and Other Stories (9 разказа; публикуван само в САЩ)
- 1951 The Under Dog and Other Stories (9 разказа с Еркюл Поаро; публикуван само в САЩ)
- 1960 „Приключението на коледния пудинг“ – The Adventure of the Christmas Pudding (6 разказа; публикуван само във Великобритания)
- 1961 Double Sin and Other Stories (8 разказа; публикуван само в САЩ)
- 1971 The Golden Ball and Other Stories (15 разказа; публикуван само в САЩ)
- 1974 „Ранните случаи на Поаро“ – Poirot's Early Cases (18 разказа с Еркюл Поаро)
- 1979 „Куклата на шивачката“ – Miss Marple's Final Cases and Two Other Stories (8 разказа; публикуван само във Великобритания)
- 1991 Problem at Pollensa Bay and Other Stories (8 разказа; публикуван само във Великобритания)
- 1997 The Harlequin Tea Set (9 разказа; публикуван само в САЩ)
- 1997 „Докато светлините греят“ – While the Light Lasts and Other Stories (9 разказа; публикуван само във Великобритания)

### Съвместно с други автори
- 1930 Behind the Screen (радиопиеса)
- 1931 The Scoop (радиопиеса)
- 1931 The Floating Admiral (роман)

### Под псевдонима Мери Уестмакот
- 1930 Giant's Bread
- 1934 Unfinished Portrait
- 1944 Absent in the Spring
- 1948 The Rose and the Yew Tree
- 1952 „Любов и саможертва“ – A Daughter's a Daughter
- 1956 The Burden

### Постановки
- 1930 Black Coffee
- 1931 Chimneys (представена за пръв път през 2003 г.) (адаптация на романа „Тайната на имението“)
- 1943 And Then There Were None (адаптация на романа „Десет малки негърчета“)
- 1945 Appointment with Death (адаптация на романа „Среща със смъртта“)
- 1946 Hidden Horizon (известна и под заглавието Murder on the Nile) (адаптация на романа „Смърт край Нил“)
- 1951 The Hollow (адаптация на романа „Имението Холоу“)
- 1952 The Mousetrap (адаптация на радиопиесата, превърната в повест, „Три слепи мишлета“)
- 1953 Witness for the Prosecution (адаптация на разказа „Свидетел на обвинението“)
- 1954 Spider's Web
- 1956 A Daughter's a Daughter (написана около 20 години по-рано, превърната в романа със същото заглавие, публикуван четири години преди нея)
- 1956 Towards Zero (адаптация на романа „Нула часът – развръзката“)
- 1958 Verdict
- 1958 The Unexpected Guest
- 1960 Go Back for Murder (адаптация на романа „Пет малки прасенца“)
- 1962 Rule of Three
- 1972 Fiddlers Five (известна и под заглавието Fiddlers Three)
- 1973 Akhnaton (писана 1937 г., не е играна)

### Телевизионна новела
- 1937 Wasp's Nest (адаптация на разказа „Гнездото на осите“)

### Радиопиеси
- 1937 The Yellow Iris (адаптация на разказа „Жълти ириси“)
- 1947 Three Blind Mice
- 1948 Butter In a Lordly Dish
- 1954 Personal Call

### Постановки, преработени в романи от Чарлс Озборн
- 1998 „Черно кафе“ – Black Coffee
- 1999 „Неочакваният гост“ – The Unexpected Guest
- 2000 „Паяжината“ – Spider's Web